# زر بن حبيش
أَبُو مَرْيَمَ، زِرُّ بْنُ حُبَيْشٍ ٱلْأَسَدِيُّ (المتوفَّى سنة 81 هـ) تابعي كوفي، مُقرئ، من رواة الحديث النبوي.

## سيرته
أدرك أبو مريم زر بن حبيش بن حباشة بن أوس الأسدي الجاهلية، وأسلم ولكنه لم يلق النبي محمد. ثم سكن الكوفة. ثم وفد مع وفد من أهل الكوفة إلى المدينة المنورة في خلافة عثمان بن عفان، فلقي من أصحاب النبي محمد صفوان بن عسال وأبي بن كعب وعبد الرحمن بن عوف، فلزمهم، وتفقّه على يديهم.
وكان من أعلم الناس بالعربية، حتى إن عبدَ اللهِ بْنَ مسعود كان يسأله عن العربية. عمّر حتى توفي سنة 81 هـ بالكوفة، وعمره 122 سنة.

## قرائته للقرآن
قرأ زر بن حبيش القرآن على يد عبد الله بن مسعود وعلي بن أبي طالب، وأتقن حفظه، حتى تصدّر للإقراء في الكوفة، فقرأ عليه يحيى بن وثاب وعاصم بن أبي النجود وأبو إسحاق السبيعي وسليمان بن مهران الأعمش وغيرهم. وقد قال عنه عاصم بن أبي النجود: «ما رأيت أحدًا أقرأ من زر».

## روايته للحديث النبوي
- روى عن: عمر بن الخطاب وعلي بن أبي طالب [5]وعبد الله بن مسعود وعبد الرحمن بن عوف وأبي بن كعب وحذيفة بن اليمان وشقيق بن سلمة[3] وعثمان بن عفان وعمار بن ياسر والعباس بن عبد المطلب وصفوان بن عسال وسعيد بن زيد وعبد الله بن عمرو بن العاص وأبي ذر الغفاري وعائشة بنت أبي بكر[2]
- روى عنه: عاصم بن أبي النجود وأبو إسحاق السبيعي والمنهال بن عمرو وعبدة بن أبي لبابة وعدي بن ثابت وأبو إسحاق الشيباني وأبو بردة بن أبي موسى الأشعري وإسماعيل بن أبي خالد وإبراهيم بن يزيد النخعي وحبيب بن أبي ثابت وزبيد اليامي وطلحة بن مصرف وشمر بن عطية وعامر الشعبي وعبد الرحمن بن مرزوق الدمشقي وعثمان بن الجهم وعلقمة بن مرثد وعيسى بن عاصم الأسدي وعيسى بن عبد الرحمن بن أبي ليلى وأبو رزين مسعود بن مالك الأسدي[1][2]
- الجرح والتعديل: ذكره ابن سعد في الطبقة الأولى من تابعي أهل الكوفة،[1] وقال عنه: «كان ثقة كثير الحديث»،[3] وقد وثّقه يحيى بن معين،[2] كما روى له الجماعة.[6]